# 飾妝南鮡
飾妝南鮡，為輻鰭魚綱鯰形目鮡科的其中一種，為熱帶淡水魚類，分布於亞洲孟加拉淡水流域，體長可達3.7公分，棲息在底中層水域，生活習性不明。

## 扩展阅读
維基物種上的相關：飾妝南鮡